# Juegos Panamericanos de 1963
Los IV Juegos Panamericanos se realizaron en São Paulo, Brasil entre el 20 de abril y 5 de mayo de 1963.

## Medallero
País anfitrión sombreado.
| Núm.  | País                  | Oro | Plata | Bronce | Total |
| ----- | --------------------- | --- | ----- | ------ | ----- |
| 1     | Estados Unidos        | 106 | 56    | 37     | 199   |
| 2     | Brasil                | 14  | 20    | 18     | 52    |
| 3     | Canadá                | 11  | 27    | 26     | 64    |
| 4     | Argentina             | 8   | 15    | 16     | 39    |
| 5     | Cuba                  | 4   | 6     | 4      | 14    |
| 6     | Uruguay               | 4   | 1     | 8      | 13    |
| 7     | Venezuela             | 3   | 5     | 9      | 17    |
| 8     | México                | 2   | 8     | 15     | 25    |
| 9     | Chile                 | 2   | 1     | 6      | 9     |
| 10    | Trinidad y Tobago     | 1   | 1     | 2      | 4     |
| 11    | Guyana Británica      | 1   | 0     | 0      | 1     |
| 12    | Antillas Neerlandesas | 0   | 4     | 2      | 6     |
| 13    | Jamaica               | 0   | 2     | 2      | 4     |
| 14    | Puerto Rico           | 0   | 2     | 2      | 4     |
| 15    | Guatemala             | 0   | 2     | 0      | 2     |
| 16    | Panamá                | 0   | 1     | 3      | 4     |
| 17    | Perú                  | 0   | 1     | 1      | 2     |
| 18    | Barbados              | 0   | 0     | 3      | 3     |
| Total | Total                 | 156 | 153   | 154    | 463   |